# Sebastian Colțescu
Sebastian Colțescu (Craiova, 1977. május 6. –) román labdarúgó-játékvezető.

## Pályafutása
2003 óta vezet mérkőzéseket a román első osztályban, 2006. július 17. óta FIFA-játékvezető, vezetett az Intertotó-kupában és az UEFA-kupában is. 2007-ben visszakerült a román bajnokságba, majd 2008-tól ismét FIFA játékvezetői kerettag.
2020. december 8-án a Bajnokok Ligája Paris Saint-Germain–İstanbul Başakşehir mérkőzésén, a 14. percben a török csapat játékosai reklamáltak a negyedik játékvezetőként közreműködő Colțescunál, majd miután Ovidiu Hațegan játékvezető megkérdezte, hogy kinek mutasson fel piros lapot, Colțescu az „ăla negru” kifejezéssel (románul: a feketének) utalt Pierre Webóra, az İstanbul pályaedzőjére. A rasszista megnyilvánulást követően a 23. percben mindkét csapat levonult a pályáról. A mérkőzés félbeszakadt, amelyet másnap folytattak más játékvezetőkkel. A román sportminiszter és Colțescu is elnézést kért a történtekért.